# Maha Chana Chai (huyện)
Maha Chana Chai (tiếng Thái: มหาชนะชัย) là một huyện của tỉnh Yasothon ở đông bắc Thái Lan.

## Lịch sử
Thị xã Maha Chana Chai trước đây có tên là Han Chai Chana (หันชันชนะ), được thành lập năm 1859 bởi hoàng thân Thao Puttakhamphun (ท้าวปุตตะคำพูน ราชบุตร). Năm 1863, vua Rama IV đổi tên thị xã thành Mueang Maha Chana Chai.
Thị xã này thành huyện (amphoe) của tỉnh Ubon Ratchathani năm 1909, và vào ngày 24 tháng 4 năm 1917, tên gọi được đổi thành huyện Fa Yat (อำเภอฟ้าหยาด), because Trụ sở huyện was located in Fa Yat village, Fa Yat sub. Ngày 7 tháng 4 năm 1939, tên gọi đã được đổi lại thành huyện Maha Chana Chai.
Ngày 1 tháng 3 năm 1972, khi tỉnh Yasothon được lập, Maha Chan Chai là một trong 6 huyện chuyển vào tỉnh này.

## Địa lý
Các huyện giáp ranh (từ phía bắc theo chiều kim đồng hồ) là: Kham Khuean Kaeo của tỉnh Yasothon, Khueang Nai của tỉnh Ubon Ratchathani, Kho Wang của tỉnh Yasothon, Rasi Salai, Sila Lat của tỉnh Sisaket, và Phanom Phrai của tỉnh Roi Et.

## Hành chính
Huyện này được chia thành 10 phó huyện (tambon), toàn bộ có 103 làng (muban).
| 1. Fa Yat (ฟ้าหยาด) 2. Hua Mueang (หัวเมือง) 3. Khu Mueang (คูเมือง) 4. Phue Hi (ผือฮี) 5. Bak Ruea (บากเรือ) | 1. Muang (ม่วง) 2. Non Sai (โนนทราย) 3. Bueng Kae (บึงแก) 4. Phra Sao (พระเสาร์) 5. Song Yang (สงยาง) |